# Rozkład geometryczny
Rozkład geometryczny – dyskretny rozkład prawdopodobieństwa opisujący prawdopodobieństwo zdarzenia, że proces Bernoulliego odniesie pierwszy sukces dokładnie w {\displaystyle k}-tej próbie. {\displaystyle k} musi być liczbą naturalną dodatnią. Rozkład ten oznacza się zwykle symbolem Geo(p).
Zmienna losowa X ma więc rozkład Geo(p) jeśli
{\displaystyle P(X=k)=(1-p)^{k-1}p}
Zauważmy, że jeśli X ma rozkład Geo(p), to {\displaystyle P(X>k)=(1-p)^{k}.} Zatem jej dystrybuanta jest zadana wzorem {\displaystyle F_{X}(k)=P(X\leqslant k)=1-(1-p)^{k}} dla liczb naturalnych k.
Uwaga: Niekiedy zamiast badać w której próbie odniesiemy pierwszy sukces, badamy ile prób z rzędu kończy się porażką. Wówczas tak zdefiniowane {\displaystyle k} jest o jeden mniejsze, więc we wszystkich wzorach należy dodać do niego 1.
Rozkład geometryczny to szczególny przypadek ujemnego rozkładu dwumianowego dla {\displaystyle r=1}.
Ciągłym odpowiednikiem rozkładu geometrycznego jest rozkład wykładniczy.

## Momenty
Funkcja tworząca prawdopodobieństwo zmiennej losowej X o rozkładzie Geo(p) jest zadana wzorem
{\displaystyle f(t)=\sum _{k=1}^{\infty }t^{k}(1-p)^{k-1}p={\frac {pt}{1-(1-p)t}}}
Z tego otrzymujemy
{\displaystyle \mathrm {E} (X)=f'(1)={\frac {p}{(1-(1-p)t)^{2}}}|_{t=1}={\frac {1}{p}}}
oraz
{\displaystyle \mathrm {E} (X(X-1))=f''(1)={\frac {2(1-p)}{p^{2}}}}
z czego otrzymujemy
{\displaystyle \mathrm {var} (X)=f''(1)+f'(1)-(f'(1))^{2}={\frac {2(1-p)}{p^{2}}}+{\frac {1}{p}}-{\frac {1}{p^{2}}}={\frac {1-p}{p^{2}}}}
Wyższe momenty główne {\displaystyle m_{k}} rozkładów Geo(p) mogą być wyznaczone za pomocą funkcji generującej momenty. Spełniają one następującą zależność rekurencyjną:
{\displaystyle m_{k+1}=(1-p)\left(\left({\frac {1}{p}}+{\frac {1}{1-p}}\right)m_{k}-{\frac {dm_{k}}{dp}}\right)}
Momenty centralne {\displaystyle \mu _{a}} rozkładów Geo(p) mogą być wyznaczone za pomocą funkcji generującej momenty centralne. Spełniają one następującą zależność rekurencyjną:
{\displaystyle \mu _{a+1}=(1-p)\left({\frac {a}{p^{2}}}\mu _{a-1}-{\frac {d\mu _{a}}{dp}}\right)}

## Inne własności
Rozkład geometryczny jest bezpamięciowym: jeśli {\displaystyle X} ma rozkład Geo(p) i {\displaystyle k,l} są liczbami naturalnymi, to
{\displaystyle P(X>k+l|X>k)={\frac {P(X>k+l,X>k)}{P(X>k)}}={\frac {P(X>k+l)}{P(X>k)}}=}
{\displaystyle {\frac {(1-p)^{k+l}}{(1-p)^{k}}}=(1-p)^{l}=P(X>l).}

## Związki z innymi rozkładami
1. Jeśli {\displaystyle X_{1},\dots ,X_{r}} są niezależne i mają rozkład Geo(p), to ich suma {\displaystyle X_{1}+\ldots +X_{r}} ma ujemny rozkład dwumianowy NB(r,p)
2. Jeśli {\displaystyle X_{1},\dots ,X_{r}} są niezależne i mają rozkład Geo(p) to zmienna losowa {\displaystyle Y=\min(X_{1},\dots ,X_{r})} ma rozkład geometryczny z parametrem {\displaystyle 1-(1-p)^{r}}